# Casal dels Cescomes
El Casal dels Cescomes és una obra de Tarragona protegida com a Bé Cultural d'Interès Local.

## Descripció
A la façana que dona la carrer de la Nau, amb accés pel número 8, l'edifici té tres pisos d'alçada, on mostra dos arcs de mig punt.
A la façana del carrer de la Destral -on l'accés és al número 4-, té dos pisos d'alçada i un ampli pati a la planta baixa i cinc portes d'arc de mig punt encastades, de les quals tan sols dues s'empren actualment com a portes d'entrada a l'edifici.